# Мартин Ришави
Мартин Ришави (на чешки: Martin Ryšavý) е чешки сценарист, режисьор и писател на произведения в жанра социална драма.

## Биография и творчество
Мартин Ришави е роден на 5 април 1967 г. в Прага, Чехословакия. Завършва биология в Природонаучния факултет на Карловия университет и сценаристика и драматургия в Академията за филмово изкуство в Прага (FAMU). Сред дипломирането си, в периода 2009 – 2016 г. е ръководител на катедра „Сценаристика и драматургия“ в академията, а след това работи в нея като асистент.
Автор е на редица документални филми, някои от тях са свързани със Сибир („Аргиш“, „Сибир - души в музея“, „Афонка повече не иска да пасе северни елени“, „Мечешките острови“ и др.), и за виетнамците („Кой ще ме научи половин знак“, „Страната на мечтите“ – за проблема с безработицата в голямата виетнамска общност в Чешката република, и др.). Режисьор е на пълнометражния филм „Плаването“. Пише през 2001 г. написал сценария за филма от 2003 г. „Горски пешеходци“ (Lesní chodci) на режисьора Иван Войнар, който през 2011 г. пренаписва в едноименната книга с подзаглавие „Джобна сага“. В него описва съдбите на двама скитници и неудачници, Руфъс и Черчил, в тоталитарна Чехословакия.
Привързаността му към темата за девствените земи го вдъхновява за двутомния му роман „Пътувания до Сибир“ (Cesty na Sibiř) от 2008 и 2011 г. Романът е характерен с дългите описателни пасажи от местната среда, размишления върху етнографски, социологически и исторически въпроси, които са оформени в историята на главния герой и разказвач, човек, който търси себе си. Романът печели престижната чешка литературна награда „Магнезия Литера“ за проза.
През 2010 г. е издаден романът му „Врач“ (в превод „лъжец“). Той разглежда темата за абсурда на съвременна Русия. Централна фигура в романа е бившият режисьор Гусев, който е минал през редица регионални и експериментални театри, след това като чистач и накрая диспечер на московските общински служби. Чрез неговия трагикомичен монолог са описани както бившия Съветски съюз и днешна Москва, „високият“ свят на изкуството и ниският“ свят на общинските служители, абсурда на човешките съдби на руската сцена. Романът е отличен с наградата „Магнезия Литера“ за проза и наградата „Йозеф Шкворецки“.
Романът му „Станция „Островът на четирите стълба“ (Stanice Čtyřsloupový ostrov) от 2011 г. развива темата от неговия документален филм „Мечешките острови“ (Medvědí ostrovy) и представя живота на руска полярна станция – такава каквато си я представяме – всички пият, така че нищо не работи; нищо не работи, така че всеки предпочита да пие, което води до гибелта на станцията.
През 2011 г. е издаден романът му „Златна визия“ (Zlaté vidění). В епистоларна форма той представя представя житейските преживявания на писателка, която през целия си живот е свързана със суровата и призрачна севернобохемска област, и изпраща писмата си на мъж, който е събудил доверие в нея след една-единствена кратка среща, макар да няма отговор от него.
Мартин Ришави живее в Прага.

## Произведения
- Lesní chodci (2001, 2011)[1][2][3][4][5]
- Cesty na Sibiř (2008, 2011) – награда „Магнезия Литера“
- Vrač (2010) – награда „Магнезия Литера“ и награда „Йозеф Шкворецки“[6]
Врач, изд.: ИК „Ерго“, София (2018), прев. Маргарита Рачева
- Stanice Čtyřsloupový ostrov (2011) – награда на Австрийската банка
- Zlaté vidění (2019)
- Tundra a smrt (2021)[5]

### Сценарии
- Lesní chodci (2003)

### Филмография
- Argiš (1995) – късометражен документален филм за живота на номадите ненци от полуостров Таймир
- Rozprava o metodě (1997) – късометражен филм за Факултета по природни науки на Карловия университет
- Bílá indiánka (1999) – късометражен
- Sibiř – duše v muzeu (2000)
- Afoňka už nechce pást soby (2004) – документален
- Kdo mě naučí půl znaku (2006) – документален за виетнамци
- Malupien, Olšový Spas (2008) – документален
- Země snů (2009) – документален за виетнамци, награда „Павел Кутецки“
- Banánové děti (2009) – тв филм за виетнамци
- Medvědí ostrovy (2010) – документален
- Na vodě (2015)
- Slepý Gulliver (2017)